# میو جین کینگز
میو جین کینگز (متولد۴ اوت ۱۹۷۶) یک هنرپیشه اهل برزیل می‌باشد.

## اوایل زندگی
جین کینگ در برازیلیا، پایتخت برزیل، از دختر یک تاجر و یک عکاس خبرنگار زاده شد. در سن ۵ سالگی به همراه مادرش به بلم، پارا مهاجرت کرد، محلی که رشد پیدا کرد و در رشته ارتباطات اجتماعی فارغ‌التحصیل شد. وقتی ۲۲ ساله بود، به سائوپائولو رفت تا در سی پی تی-مرکز تحقیقات تئاتر به سرپرستی کارگردان آنتونس فیلهو، درام بخواند. او همچنین در ی ای دی- مدرسه هنر نمایشی دانشگاه سائوپائولو تأیید شد.
او اصالتاً آفریقایی-برزیلیایی دارد و جد انگلیسی از پدربزرگ مادرش دارد.

## حرفه
نخستین تجربه جین کینگ در سینما در فیلم سینمایی «فالسا لورا» ساخته کارلوس رایشنباخ در سال ۲۰۰۷ بود. در سال ۲۰۰۹ او فیلم کوتاهی به اسم مسافر اس۸º در رسیفی ساخت. شکست او در سال ۲۰۱۱، با صداهای همسایه، به کارگردانی کلبر مندونسا فیلهو بود. وی بار دیگر با مندونسا فیلهو در آکواریوس کار خواهد کرد. او با محصول ۲۰۱۲ پلاستیک عشق سرو صدا برنده جایزه بهترین بازیگر زن در چهل و ششمین جشنواره برازیلیا و جشنواره فیلم برزیل تورنتو شد. جین کینگ همچنین به نام یکی از بازیگران در فیلم‌های بی دل و بیگ جت کار کرد.
نخستین حضور او در تلویزیون در سال ۲۰۱۵ در برنامه تلویزیونی شبکه رده گلوبو قواعد بازی بود.